# Bucov
Bucov is een Roemeense gemeente in het district Prahova.
Bucov telt 10755 inwoners.